# Pseudopsodos delicatula
Pseudopsodos delicatula är en fjärilsart som beskrevs av J. Peter Maassen 1890. Pseudopsodos delicatula ingår i släktet Pseudopsodos och familjen mätare. Inga underarter finns listade.